# Humberto Sousa Medeiros
Humberto de Sousa Cardeal Medeiros GCC • GCIH (Ponta Delgada, Arrifes, 6 de Outubro de 1915 — Boston, 17 de Setembro de 1983) foi um cardeal luso-americano.

## Biografia
Emigrou com a família dos Açores para os Estados Unidos em 1931, tendo sido ordenado sacerdote em 1946 e apontado como pároco de Fall River no mesmo ano. Foi sucessivamente bispo de Brownsville, no Texas (1966), e arcebispo de Boston, no Massachusetts (em 1970). Foi feito cardeal pelo Papa Paulo VI, no consistório de 5 de março de 1973, recebendo o título de cardeal presbítero de Santa Susana. Nessa condição, participou dos conclaves de agosto e outubro de 1978, que elegeram, respectivamente, os papas João Paulo I e São João Paulo II.
A 3 de Março de 1972 foi agraciado com a Grã-Cruz da Ordem Militar de Cristo e a 21 de Maio de 1972 foi agraciado com a Grã-Cruz da Ordem do Infante D. Henrique de Portugal.